# Narken
Narken is een dorp binnen de Zweedse gemeente Pajala. Het dorp ligt samen met het kleinere Narkheden en waterkrachtcentrale aan de Kalixälven.
Het dorp wordt al in 1553 genoemd en heette gedurende zijn bestaan ook wel Narkoos en Narkaus. De woord Narkoos komt overeen met het Nederlandse nes (landtong). Narken was ooit de grootste plaats binnen de gemeente Korpilombolo, maar loopt langzaam leeg. Het opgegeven aantal inwoners is verspreid over een enorm oppervlak. Aan de westzijde van de rivier is een uitgestrekt gebied, waar geen enkel dorp of dorpje ligt, naar het zuiden ligt pas na 85 kilometer het volgende dorp van enige betekenis Tallvik, naar het noorden is het 30 kilometer naar Tärendö. Zoals bij meerdere plaatsen in de buurt wordt de bebouwing gebruikt voor centrale diensten, de bevolking woont in de wijde omtrek.
Aareavaara · Anttis · Huukki · Isovaara · Jarhois · Juhonpieti en Erkheikki · Junosuando · Kainulasjärvi · Kangos · Kardis · Kassa · Kätkesuando · Käymäjärvi · Kaunisvaara · Kengis · Kenttä · Keräntöjärvi · Kieksiäisvaara · Kiilarova · Kihlanki · Kitkiöjärvi · Kitkiöjoki · Kolari · Kompelusvaara · Korpilombolo · Kurkkio · Lahenpää · Lahnajärvi · Lautakoski · Liviöjärvi · Lovikka · Männikkö · Muonionalusta · Muodoslompolo · Narken · Nuuksujärvi · Ohtanajärvi · Oksajärvi · Pääjärvi · Pajala · Parkalompolo · Pentäsjärvi · Peräjävaara · Pimpiö · Ristimella · Ruosteranta · Sahavaara · Saittarova · Salmijärvi · Särkimukka · Sattajärvi · Selkäjärvi · Suaningi · Talinen · Tärendö · Teurajärvi · Torinen · Törmäsniva · Tornefors